# Autel des morts
Cet article concerne l'offrande rituelle du Jour des morts mexicain. Pour la nouvelle fantastique d'Henry James, voir L'Autel des morts.

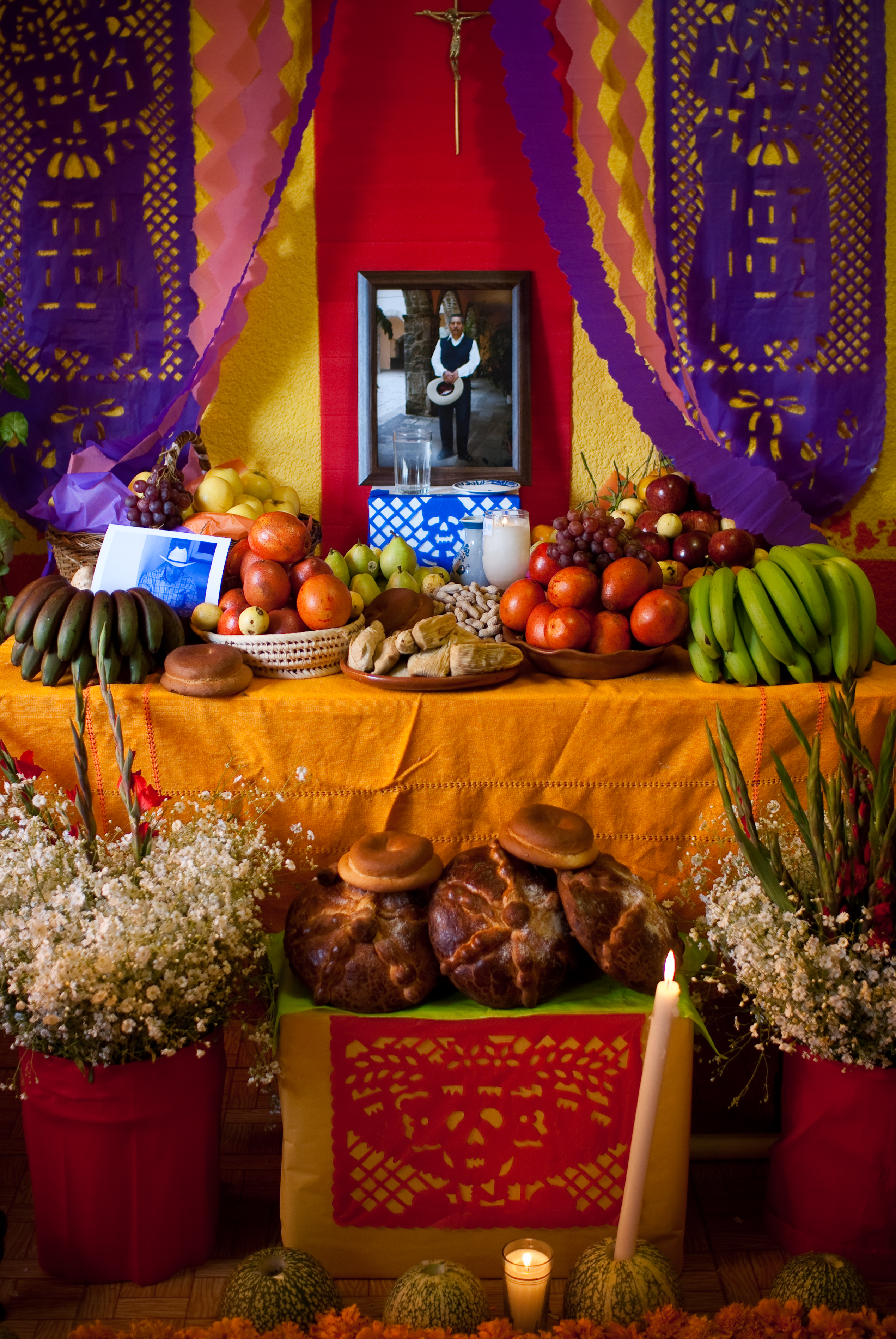
Un autel du jour des morts, à Milpa Alta, (Mexico).

Un autel des morts est un autel religieux voué au culte des ancêtres à l'occasion des festivités du jour des morts mexicain pour y placer différentes sortes d'offrandes, dont les plus communes sont le portrait du défunt et certains des objets et aliments qu'il préférait ou qui le symbolisaient, ainsi que des calaveras, des fleurs (en particulier de cempasúchil), du papel picado, un crucifix, des bougies, de l'encens et du copal.

## Offrandes

### Portrait
Le ou les portraits du défunt honore la partie supérieure de l’autel. Il est placé devant un miroir, positionné pour que le défunt ne puisse voir que le reflet de ses proches. Les objets personnels servent à faire plaisir au défunt ainsi qu’à lui rappeler qu’il est aimé et qu'il n'a pas été oublié.

### Encens et copal

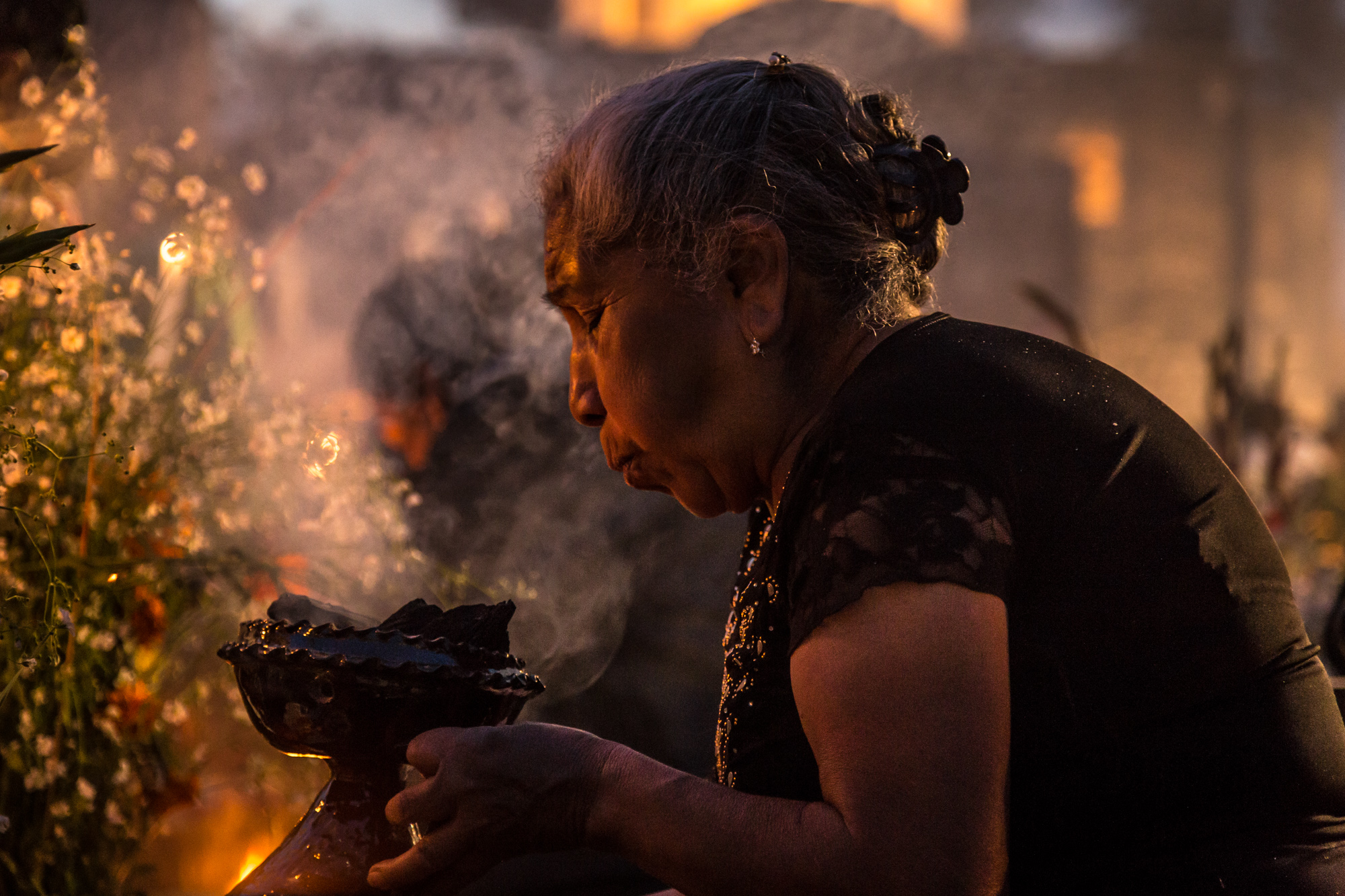
Offrande de copal.

L’encens et le copal, eux, symbolisent le passage de la vie à la mort.

### Crucifix
Un crucifix est toujours placé en haut de l'autel, près de l'image du défunt.

### Fleurs
Du 1er au 2 novembre, les familles nettoient et décorent souvent les tombes de fleurs. Les plus utilisées sont les fleurs de cempasúchil, ainsi que les œillets, les célosies, les gypsophiles nuages, les giroflées, les chrysanthèmes, et les tagetes lunulata (es).

### Bougies
Les bougies, comme les fleurs, représentent le chemin que le défunt doit suivre pour arriver à son autel.

### Calaveras

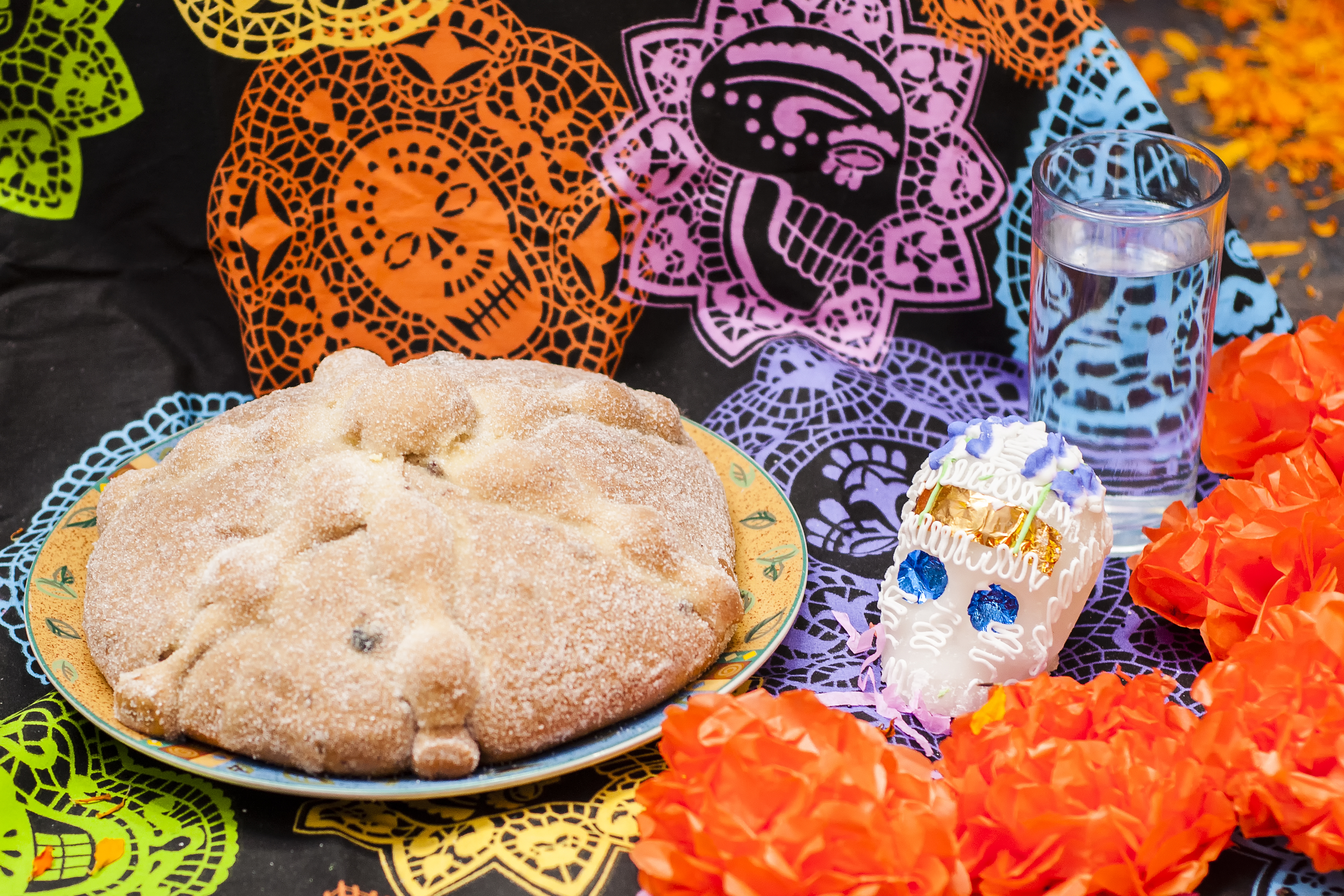
Du pain de mort, du papel picado et une tête de mort en sucre.

Les calaveras sont des crânes en sucre, en chocolat ou en plastique sur lesquels est inscrit parfois le nom du défunt et qui servent à la décoration.

### Papel picado
Le papel picado est un artisanat mexicain fait avec du papier (mais aussi de feuilles de plastique) découpé en figures de squelettes et de crânes ou toutes sortes de motifs géométriques.

### Aliments
On dépose de la nourriture sur l’autel, notamment le pain de mort (« pan de muerto »), des têtes de mort en sucre (« calaveras de alfeñique ») ou en graines d'amarantes, et parfois des offrandes appréciées par le défunt, en particulier une bouteille ou un verre d'alcool.

## Niveaux
L'autel est souvent organisé en différents niveaux représentent différentes parties de la cosmovision, comme le monde matériel et immatériel, ou les quatre éléments, et dans chacun d'eux sont placés différents objets symboliques de la culture, de la religion ou de la personne pour laquelle l'autel est dédié.
- Les autels à deux niveaux sont une représentation de la division du ciel et de la terre et représentent les fruits de la terre et les bienfaits des cieux, comme la pluie[2].

- Les autels à trois niveaux représentent le ciel, la terre et les enfers. En raison de l'introduction des idéologies des religions européennes, leur signification a évolué vers deux sens possibles : ils peuvent représenter la terre, le purgatoire et le royaume des cieux ou les éléments de la Sainte Trinité, selon la tradition catholique[3].

- Les autels à sept niveaux sont les plus conventionnels. Ils représentent les sept niveaux que l'âme doit traverser pour atteindre le repos ou la paix spirituelle[4]. Selon la pratique Otomí, les sept étapes représentent les sept péchés capitaux[5].

Dans différentes cultures, notamment chez les Mexicas, on croyait qu'il existait un processus pour la naissance et un autre pour la mort ; lorsque l'âme quitte le corps physique, elle doit passer par une série d'épreuves ou de dimensions pour atteindre le repos tant désiré. Dans la vision du monde des Mexicas, l'âme d'une personne doit passer par huit niveaux dans le Mictlán (le monde souterrain de ceux qui meurent de causes naturelles), chacun représentant une épreuve pour atteindre le neuvième niveau, où l'on arrive devant Mictlantecuhtli et sa femme Mictecacíhuatl, atteignant ainsi le repos éternel. Le dieu aztèque Xolotl était le psychopompe des âmes sur la route.

## Pages liées
- Jour des morts (Mexique)